# Doege-Potter-Syndrom
Das Doege-Potter-Syndrom (DPS) ist ein paraneoplastisches Syndrom, bei dem Hypoglykämie mit dem Vorkommen von Nicht-Langerhans-Insel-Fibromen in der Pleura assoziiert ist. Die Hypoglykämie ist Folge einer Produktion des Tumors von insulinähnlichen Wachstumsfaktoren (IGF). 
Das Syndrom wurde 1930 unabhängig von Doege und Potter beschrieben, der Begriff wird seit 2000 verwendet. 
Das DPS ist ein seltenes (1976 wurden weniger als 100 Fälle beschrieben) Syndrom mit einer Malignitätsrate von 12 bis 15 %. Tatsächlich ist der Zusammenhang von Hypoglykämie mit Fibromen selten; so verursachten in einer Studie aus dem Jahre 1981 lediglich vier Prozent von 360 solitären Pleurafibromen eine Hypoglykämie. Diese Tumoren sind normalerweise von großer Masse mit hoher Mitoserate.
Die Resektion dieser Tumoren löst normalerweise die Symptome.